# فرودگاه میریکس
فرودگاه میریکس (به انگلیسی: Myricks Airport) یک فرودگاه همگانی با کد یاتا 1M8 است که یک باند فرود چمن دارد و طول باند آن ۷۵۲ متر است. این فرودگاه در شهر برکلی، ماساچوست کشور ایالات متحده آمریکا قرار دارد و در ارتفاع ۲۱٫۶ متری از سطح دریا واقع شده‌است.